# Las Vegas Open (1986-2008)
Il Las Vegas Open è stato un torneo di tennis professionistico maschile inaugurato nel 1986 con il nome WCT Scottsdale Open a Scottsdale, dove è rimasto fino al 2005. Nel corso degli anni ha cambiato sponsor diverse volte e dal 2005 lo sponsor principale è stata la rete televisiva  Tennis Channel. Non si sono disputate le edizioni del 1990 e 1991. Nel 2006 il torneo è stato spostato a Las Vegas. Nell'aprile 2008 – anno in cui si è svolta l'ultima edizione – Tennis Channel ha annunciato la vendita del torneo, e nella settimana della manifestazione si è svolto il primo turno della Coppa Davis.
Nato come evento delle World Championship Tennis Series, con l'inaugurazione nel 1990 dell'ATP Tour entra a far parte delle ATP World Series e vi resterà fino all'ultima edizione.

## Albo d'oro

### Singolare
| Scottsdale, Arizona | Scottsdale, Arizona | Scottsdale, Arizona | Scottsdale, Arizona |
| Anno                | Vincitore           | Finalista           | Punteggio           |
| ------------------- | ------------------- | ------------------- | ------------------- |
| 1986                | John McEnroe        | Kevin Curren        | 7–3, 3–6, 7–2       |
| 1987                | Brad Gilbert        | Eliot Teltscher     | 7–2, 7–2            |
| 1988                | Mikael Pernfors     | Glenn Layendecker   | 7–2, 7–4            |
| 1989                | Ivan Lendl          | Stefan Edberg       | 7–2, 7–3            |
| 1990 1991           | Non disputato       | Non disputato       | Non disputato       |
| 1992                | Stefano Pescosolido | Brad Gilbert        | 7–0, 1–6, 7–4       |
| 1993                | Andre Agassi        | Marcos Ondruska     | 7–2, 3–6, 7–3       |
| 1994                | Andre Agassi        | Luiz Mattar         | 7–4, 7–3            |
| 1995                | Jim Courier         | Mark Philippoussis  | 7–6(2), 7–4         |
| 1996                | Wayne Ferreira      | Marcelo Ríos        | 2–6, 7–3, 7–3       |
| 1997                | Mark Philippoussis  | Richey Reneberg     | 7–4, 7–6(4)         |
| 1998                | Andre Agassi        | Jason Stoltenberg   | 7–4, 7–6(3)         |
| 1999                | Jan-Michael Gambill | Lleyton Hewitt      | 7–6(2), 4–6, 7–4    |
| 2000                | Lleyton Hewitt      | Tim Henman          | 7–4, 7–6(2)         |
| 2001                | Francisco Clavet    | Magnus Norman       | 7–4, 7–2            |
| 2002                | Andre Agassi        | Joan Balcells       | 7–2, 7–6(2)         |
| 2003                | Lleyton Hewitt      | Mark Philippoussis  | 7–4, 7–4            |
| 2004                | Vincent Spadea      | Nicolas Kiefer      | 7–5, 6(5)–7, 7–3    |
| 2005                | Wayne Arthurs       | Mario Ančić         | 7–5, 7–3            |
| Las Vegas, Nevada   |                     |                     |                     |
| Anno                | Vincitori           | Finalisti           | Punteggio           |
| 2006                | James Blake         | Lleyton Hewitt      | 7–5, 2–6, 7–3       |
| 2007                | Lleyton Hewitt      | Jürgen Melzer       | 7–4, 7–6(10)        |
| 2008                | Sam Querrey         | Kevin Anderson      | 4–6, 7–3, 7–4       |

### Doppio
| Scottsdale, Arizona | Scottsdale, Arizona               | Scottsdale, Arizona                | Scottsdale, Arizona     |
| Anno                | Vincitori                         | Finalisti                          | Punteggio               |
| ------------------- | --------------------------------- | ---------------------------------- | ----------------------- |
| 1986                | Leonardo Lavalle Mike Leach       | Scott Davis David Pate             | 7–6, 7–4                |
| 1987                | Rick Leach Jim Pugh               | Dan Goldie Mel Purcell             | 7–3, 7–2                |
| 1988                | Scott Davis Tim Wilkison          | Rick Leach Jim Pugh                | 7–4, 7–6                |
| 1989                | Rick Leach Jim Pugh               | Paul Annacone Christo van Rensburg | 7–7, 7–3, 7–2, 2–6, 7–4 |
| 1990 1991           | Non disputato                     | Non disputato                      | Non disputato           |
| 1992                | Mark Keil Dave Randall            | Kent Kinnear Sven Salumaa          | 4–6, 7–1, 7–2           |
| 1993                | Mark Keil Dave Randall            | Luke Jensen Sandon Stolle          | 7–5, 7–4                |
| 1994                | Jan Apell Ken Flach               | Alex O'Brien Sandon Stolle         | 7–0, 7–4                |
| 1995                | Trevor Kronemann David Macpherson | Luis Lobo Javier Sánchez           | 4–6, 7–3, 7–4           |
| 1996                | Patrick Galbraith Rick Leach      | Richey Reneberg Brett Steven       | 5–7, 7–5, 7–5           |
| 1997                | Luis Lobo Javier Sánchez          | Jonas Björkman Rick Leach          | 7–3, 7–3                |
| 1998                | Cyril Suk Michael Tebbutt         | Kent Kinnear David Wheaton         | 4–6, 6,1, 7–6           |
| 1999                | Justin Gimelstob Richey Reneberg  | Mark Knowles Sandon Stolle         | 7–4, 6(4)–7, 7–3        |
| 2000                | Jared Palmer Richey Reneberg      | Patrick Galbraith David Macpherson | 7–3, 7–5                |
| 2001                | Donald Johnson Jared Palmer       | Marcelo Ríos Sjeng Schalken        | 7–6(3), 7–2             |
| 2002                | Bob Bryan Mike Bryan              | Mark Knowles Daniel Nestor         | 7–5, 7–6(6)             |
| 2003                | James Blake Mark Merklein         | Lleyton Hewitt Mark Philippoussis  | 7–4, 6(2)–7, 7–6(5)     |
| 2004                | Rick Leach Brian MacPhie          | Jeff Coetzee Chris Haggard         | 7–3, 7–1                |
| 2005                | Bob Bryan Mike Bryan              | Wayne Arthurs Paul Hanley          | 7–5, 7–4                |
| Las Vegas, Nevada   |                                   |                                    |                         |
| Anno                | Vincitori                         | Finalisti                          | Punteggio               |
| 2006                | Bob Bryan Mike Bryan              | Jaroslav Levinský Robert Lindstedt | 7–3, 7–2                |
| 2007                | Bob Bryan Mike Bryan              | Jonathan Erlich Andy Ram           | 7–6(6), 7–2             |
| 2008                | Julien Benneteau Michaël Llodra   | Bob Bryan Mike Bryan               | 7–4, 4–6, [10–8]        |